# كوشال بنجابي
كوشال بنجابي (23 أبريل 1977 - 26 ديسمبر 2019) كان ممثلًا سينمائيًا وتلفزيونيًا هنديًا، في فبراير 2011 فاز بالنسخة الهندية التلفزيونية من برنامج وايب أوت الأمريكي المساة "Zor Ka Jhatka: Total Wipeout"، حيث حصل على الجائزة تعادل 77 روبية هندية (أي 110,000 دولار أمريكي في عام 2018).
شارك كوشال في أفلام عديدة لعدد من المخرجين البارزين مثل فرحان أختر في فيلم لاكشيا، كاران جوهر في فيلم كال، دان دان دان غول، Ssshhhh...Phir Koi Hai. كما ظهر في عدد من المسلسلات التلفزيونية كان آخرها عشق مين مرجوان، حيث جسد دور المحامي. بالإضافة إلى ذلك، شارك كوشال في العديد من برامج الواقع، بما في ذلك برنامج أرض الخوف وMr. & Miss TV وPaisa Bhari Padega وNautica Navigators Challenge وEk Se Badhkar Ek وJhalak Dikhhla Jaa.
في 26 ديسمبر 2019، تم العثور على كوشال ميتا في مقر إقامته في بالي هيل، مومباي عن عمر يناهز 42 عامًا. ذكر أن سبب الوفاة هو إقدامه على الانتحار شنقا. بسبب معاناته من مرض الاكتئاب. بموجب وصيته قام توزيع ممتلكاته بين والديه وابنه.

## روابط خارجية
- كوشال بنجابي على موقع IMDb (الإنجليزية)
- كوشال بنجابي على موقع قاعدة بيانات الفيلم (الإنجليزية)